# Скарлет
Скарлет (англ. Skarlet) — вымышленный персонаж из франшизы Mortal Kombat от Midway Games и NetherRealm Studios. Дебютировала в игре 2011 года как DLC-персонаж. Она обладает магией крови и сражается на стороне императора Внешнего мира Шао Кана.
По слухам, персонаж появился как игровой баг в Mortal Kombat II (1993) до того, как официально присоединился ко франшизе с перезапуском временной линии. Восприятие Скарлет было неоднозначным, с критикой, направленной на то, что ей не хватает отличительных черт от других бойцов, хотя её Фаталити считаются одними из самых ужасных во франшизе.

## Появления

### В играх
Скарлет — воин Шао Кана, обладающая магией крови. Её единственная цель — выяснить истинную причину, по которой Куан Чи посетил турнир Mortal Kombat. В Mortal Kombat 11 рассказывается её предыстория: Скарлет была сначала нищей сиротой, которую Шао Кан приютил к себе для изучения магии крови, а затем она стала имперским телохранителем и эффективным убийцей. Скарлет использует мечи кодати и ножи кунаи, а также способность поглощать кровь своих жертв и управлять ею.
Как и в случае со слухами об Эрмаке в первом Mortal Kombat, Скарлет появилась как несуществующий персонаж в Mortal Kombat II из-за ложных сообщений игроков о сбое, получившем название «Скарлет», в котором цвет менялся у Китаны или Милины и становился красным. Спустя почти два десятилетия после появления слухов, она была объявлена одним из первых двух DLC-персонажей в игре Mortal Kombat 2011 года и стала доступна в игре 21 июня. Позже Скарлет вернулась в качестве игрового персонажа в видеоигре 2019 года Mortal Kombat 11.

#### Дизайн персонажа и игровой процесс

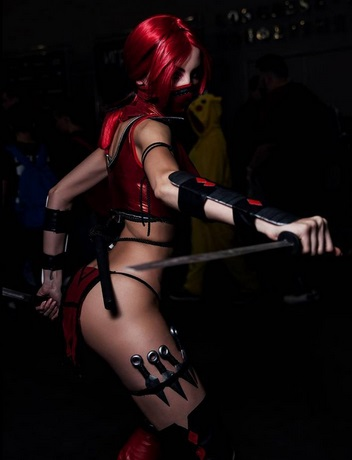
Косплей оригинального дизайна Скарлет из Mortal Kombat на Игромире 2017 года.

Большая часть приёмов Скарлет содержит использование магии крови. Она использует кодати и кунаи в качестве своего стандартного арсенала, дополняя к нему оружие, созданное из крови в Mortal Kombat 11. Её снарядная атака «Кровавый шар» наносит значительный урон, но снижает её собственное здоровье.
В Mortal Kombat 11 Скарлет повторяет многие из своих фирменных приёмов. Кроме того, она использует свою магию крови для мгновенного создания различного оружия, включая кинжалы, косы и копья.

### В других медиа
Хотя Скарлет не было в Mortal Kombat X, она появляется в комиксах, основанных на игре, где её вербует Рэйко для гражданской войны во Внешнем мире.

## Отзывы и критика
«Den of Geek» поставил Скарлет на 48 место в рейтинге из 73 персонажей франшизы Mortal Kombat за 2015 год. Леон Миллер из «Screen Rant» поставил её на 12 место из 20 персонажей ниндзя в 2017 году. «Фансервис может быть чем-то вроде палки о двух концах, и поэтому он использует такого бойца, как Скарлет, [который] не может не быть немного недоработанным». Крис Айзек из «Comic Book Resources» поставил Скарлет на 13 место в рейтинге из 19 женских персонажей франшизы в 2017 году и отметил, что она «обладала своего рода крутымм приёмами, но была очень скудной личностью». Скарлет была признана одним из самых «дешёвых» персонажей в игре Mortal Kombat 2011 года по мнению «Prima Games».
Тем не менее, о персонаже хорошо отозвались в «Game Informer», а в 2013 году «Gamenguide» поставил её на 7 место среди «самых жестоких женщин в современных файтингах», написав: «Ничто так не характеризует фансервис, как тот факт, когда разработчик принимает извечный глюк игры и превращает его в ключевую часть франшизы». В 2015 году журнал «Tech Times» назвал её одним из лучших «пасхальных яиц» в истории Mortal Kombat.
Скарлет считается одним из самых «ужасных» персонажей в серии. Журнал «Complex» отмечает её добивание как второй лучший Фаталити в MK 2011 за то, что он «настолько ужасный и садистский, насколько есть». «TheGamer» описал её как «одного из самых тревожных персонажей» из списка Mortal Kombat 11. Джош Уэст из «GamesRadar+» подметил её Бруталити в MK11, в котором она неоднократно наносила удары по своему побеждённому противнику, используя кинжалы, состоящие из истощённой крови.

## Награды и номинации
- Актриса Беата Позняк была номинирована на премию Voice Arts Awards в номинации «Выдающийся персонаж видеоигры — лучший закадровый голос», озвучив Скарлет в 2019 году[17].

- Беата Позняк выиграла премию Voice Arts Award 2020 в категории «Выдающийся персонаж видеоигры — лучшее исполнение» за озвучивание Скарлет. За почти 30 лет существования франшизы Mortal Kombat Беата — первый актёр, удостоенный такой престижной награды за озвучивание одного из персонажей[18].